# Championnat d'Afrique féminin de football 2008
Navigation
Édition précédente Édition suivante
Le Championnat d'Afrique de football féminin 2008 est la dixième édition du Championnat d'Afrique de football féminin, une compétition de la Confédération africaine de football (CAF) qui met aux prises les meilleures sélections nationales féminines de football affiliées à la CAF.
L'édition 2008 du Championnat d'Afrique se déroule du 15 au 29 novembre 2008 en Guinée équatoriale. De décembre 2007 à mars 2008, les sélections nationales de 22 pays participent à une phase de qualifications, dans le but de désigner les sept équipes pouvant prendre part au tournoi final en compagnie de la Guinée équatoriale, qualifiée d'office en tant que pays organisateur.
La compétition est remportée par le pays hôte, la Guinée équatoriale qui bat en finale l'Afrique du Sud sur le score de 2-1. Il s'agit du premier titre de l'équipe équatoguinéene, qui met fin à la domination du Nigeria, vainqueur des cinq éditions précédentes, et qui termine troisième. Il s'agit de la deuxième finale pour les Sud-Africaines, après celle jouée en 2000.

## Villes et stades retenues
Deux stades équatoguinéens sont sélectionnées pour accueillir les matchs du Championnat d'Afrique 2008. La capitale Malabo accueille la majorité des matchs dont la finale, à l'Estadio Internacional (en). Bata accueille six matchs de la phase de groupes à l'Estadio La Libertad (en).

## Nations qualifiées
Huit équipes participent à la compétition. La Guinée équatoriale est qualifiée d'office en tant que pays organisateur. Les sept autres équipes présentes se qualifient en passent une phase qualificative préliminaire. Le tableau dresse le classement FIFA entre les différentes participantes et leurs places sur le plan mondial.
| Monde | Afrique | Nation             |
| ----- | ------- | ------------------ |
| 25    | 1       | Nigeria            |
| 42    | 2       | Ghana              |
| 67    | 4       | Afrique du Sud     |
| 75    | 7       | Tunisie            |
| 77    | 8       | Mali               |
| 79    | 9       | Cameroun           |
| 84    | 11      | Guinée équatoriale |
| NC    | 24      | Congo              |

## Déroulement de la phase finale
Les rencontres du tournoi se disputent selon les lois du jeu, qui sont les règles du football définies par l'International Football Association Board (IFAB).
La compétition se dispute sur deux tours. Le premier tour se joue par groupes de quatre équipes, la répartition des équipes dans les différents groupes étant déterminée par tirage au sort. Le deuxième tour est une phase à élimination directe.

### Phase de groupes

#### Format et règlement
Au premier tour, les équipes participantes sont réparties en deux groupes de quatre équipes. Chaque groupe se dispute sous la forme d'un championnat. Dans chaque groupe, chaque équipe joue un match contre ses trois adversaires. Les deux premières équipes de chaque poule se qualifient pour les demi-finales, les autres sont éliminées. Le classement des groupes utilise un système de points, où les points suivants sont attribués à chaque match joué :
- 3 points pour un match gagné;
- 1 point pour un match nul;
- 0 point pour un match perdu.

Si à l’issue du premier tour, plusieurs équipes ont le même nombre de points, les buts marqués et encaissés sont pris en compte. Les critères suivants sont utilisés pour déterminer le classement des équipes :
1. Le plus grand nombre de points obtenus
2. La différence de buts entre équipes à égalité sur la rencontre les opposant
3. Le plus grand nombre de buts marqués entre équipes à égalité sur la rencontre les opposant
4. La différence de but entre équipes à égalité comprenant tous les matchs du groupe
5. Le plus grand nombre de buts marqués entre équipes à égalité comprenant tous les matchs du groupe
6. Classement du fair-play.
7. Tirage au sort.

#### Groupe A
| Rang | Équipe             | Pts | J | G | N | P | Bp | Bc | Diff |
| ---- | ------------------ | --- | - | - | - | - | -- | -- | ---- |
| 1    | Guinée équatoriale | 9   | 3 | 3 | 0 | 0 | 8  | 3  | +5   |
| 2    | Cameroun           | 6   | 3 | 2 | 0 | 1 | 3  | 2  | +1   |
| 3    | Congo              | 3   | 3 | 1 | 0 | 2 | 3  | 6  | -3   |
| 4    | Mali               | 0   | 3 | 0 | 0 | 3 | 2  | 5  | -3   |

| Match | Date             | Lieu   | Équipe 1           | Résultat | Équipe 2 |
| ----- | ---------------- | ------ | ------------------ | -------- | -------- |
| 1     | 15 novembre 2008 | Malabo | Guinée équatoriale | 1 – 0    | Cameroun |
| 2     | 15 novembre 2008 | Malabo | Mali               | 0 – 1    | Congo    |
| 5     | 18 novembre 2008 | Malabo | Cameroun           | 2 – 1    | Mali     |
| 6     | 18 novembre 2008 | Malabo | Guinée équatoriale | 5 – 2    | Congo    |
| 9     | 21 novembre 2008 | Malabo | Guinée équatoriale | 2 – 1    | Mali     |
| 10    | 21 novembre 2008 | Bata   | Cameroun           | 1 – 0    | Congo    |

#### Groupe B
| Rang | Équipe         | Pts | J | G | N | P | Bp | Bc | Diff |
| ---- | -------------- | --- | - | - | - | - | -- | -- | ---- |
| 1    | Afrique du Sud | 6   | 3 | 2 | 0 | 1 | 3  | 2  | +1   |
| 2    | Nigeria        | 5   | 3 | 1 | 2 | 0 | 2  | 1  | +1   |
| 3    | Ghana          | 4   | 3 | 1 | 1 | 1 | 4  | 4  | 0    |
| 4    | Tunisie        | 1   | 3 | 0 | 1 | 2 | 3  | 5  | -2   |

| Match | Date             | Lieu   | Équipe 1       | Résultat | Équipe 2       |
| ----- | ---------------- | ------ | -------------- | -------- | -------------- |
| 3     | 16 novembre 2008 | Bata   | Nigeria        | 1 – 1    | Ghana          |
| 4     | 16 novembre 2008 | Bata   | Afrique du Sud | 2 – 1    | Tunisie        |
| 7     | 19 novembre 2008 | Bata   | Ghana          | 0 – 1    | Afrique du Sud |
| 8     | 19 novembre 2008 | Bata   | Tunisie        | 0 – 0    | Nigeria        |
| 11    | 22 novembre 2008 | Bata   | Nigeria        | 1 – 0    | Afrique du Sud |
| 12    | 22 novembre 2008 | Malabo | Ghana          | 3 – 2    | Tunisie        |

### Phase à élimination directe

#### Format
Le deuxième tour est disputé sur élimination directe et comprend des demi-finales, un match pour la troisième place et une finale. Les vainqueurs sont qualifiés pour le tour suivant, les perdants éliminés.

#### Tableau final
|  | Demi-finales              | Demi-finales              |                        |   | Finale                    | Finale                    |
|  | Demi-finales              | Demi-finales              |                        |   | Finale                    | Finale                    |
|  |                           |                           |                        |   |                           |                           |
|  | 25 novembre 2008 à Malabo | 25 novembre 2008 à Malabo |                        |   | 28 novembre 2008 à Malabo | 28 novembre 2008 à Malabo |
|  | 25 novembre 2008 à Malabo | 25 novembre 2008 à Malabo |                        |   | 28 novembre 2008 à Malabo | 28 novembre 2008 à Malabo |
|  | Guinée équatoriale        | 1                         |                        |   | 28 novembre 2008 à Malabo | 28 novembre 2008 à Malabo |
|  | Guinée équatoriale        | 1                         |                        |   | 28 novembre 2008 à Malabo | 28 novembre 2008 à Malabo |
|  | Nigeria                   | 0                         |                        |   | 28 novembre 2008 à Malabo | 28 novembre 2008 à Malabo |
|  | Nigeria                   | 0                         | Guinée équatoriale     | 2 |                           |                           |
|  | 25 novembre 2008 à Malabo |                           | Guinée équatoriale     | 2 |                           |                           |
|  |                           | Afrique du Sud            | 1                      |   |                           |                           |
|  | Afrique du Sud            | Afrique du Sud            | 1                      | 3 |                           |                           |
|  | Afrique du Sud            |                           |                        | 3 |                           |                           |
|  | Cameroun                  | 0                         |                        |   |                           |                           |
|  | Cameroun                  | 0                         | Match pour la 3e place |   |                           |                           |
|  |                           |                           |                        |   |                           |                           |
|  | 29 novembre 2008 à Malabo |                           |                        |   |                           |                           |
|  |                           |                           |                        |   |                           |                           |
|  | Nigeria                   | 1 (4)tab                  |                        |   |                           |                           |
|  | Nigeria                   | 1 (4)tab                  |                        |   |                           |                           |
|  | Cameroun                  | 1 (3)0                    |                        |   |                           |                           |
|  | Cameroun                  | 1 (3)0                    |                        |   |                           |                           |

## Récompenses annexes
- Meilleure joueuse :   Genoveva Añonma
- Meilleure buteuse :  Genoveva Añonma (6 buts)[2]